# Commelina luzonensis
Commelina luzonensis är en himmelsblomsväxtart som beskrevs av Adolph Daniel Edward Elmer. Commelina luzonensis ingår i släktet himmelsblommor, och familjen himmelsblomsväxter.
Artens utbredningsområde är Filippinerna. Inga underarter finns listade.